# Tommi Mäkinen
Tommi Mäkinen (pronunciado /tom-mi mæ-ki-nen/ según el AFI, nacido el 26 de junio de 1964, Puuppola, Finlandia) es un piloto de rally actualmente retirado que compitió en el Campeonato Mundial de Rally desde 1995 a 2003.
Ganó cuatro veces el Campeonato Mundial de Rally, de forma consecutiva entre 1996 y 1999, siempre a los mandos de un Mitsubishi Lancer Evolution, y finalizó tercero en 2001 y quinto en 1995 y 2000. Mäkinen es el sexto piloto con más carreras ganadas del Campeonato Mundial de Rally con 24, por detrás de Sébastien Loeb, Sébastien Ogier, Marcus Grönholm, Carlos Sainz y Colin McRae. Entre sus éxitos se destacan cuatro victorias en el Rally de Monte Carlo, cuatro en el Rally de los 1000 Lagos, tres en el Rally de Suecia y dos en el Rally Safari. En su carrera mundialista, Mäkinen logró 45 podios y venció en 362 tramos en las 139 pruebas disputadas.
Su primera victoria en el Mundial la logró en 1994 en el Rally de los 1000 Lagos con un Ford Escort RS Cosworth. Al año siguiente, Mäkinen fichó por Mitsubishi, compartiendo marca con Kenneth Eriksson. Se retiró del mundo de los rally al terminar la temporada 2003, con una tercera posición en el Rally de Gran Bretaña. Sus copilotos más frecuentes fueron Seppo Harjanne y Risto Mannisenmäki. También resultó vencedor en 2000 de la Carrera de Campeones.

## Palmarés

### Títulos
| Año  | Título                                    | Automóvil                                         |
| ---- | ----------------------------------------- | ------------------------------------------------- |
| 1988 | Campeón de Rally de Finlandia del Grupo N | Lancia Delta HF 4WD                               |
| 1996 | Campeón Mundial de Rally                  | Mitsubishi Lancer Evo III                         |
| 1997 | Campeón Mundial de Rally                  | Mitsubishi Lancer Evo IV                          |
| 1998 | Campeón Mundial de Rally                  | Mitsubishi Lancer Evo IV, Mitsubishi Lancer Evo V |
| 1999 | Campeón Mundial de Rally                  | Mitsubishi Lancer Evo VI                          |

### Victorias en el Mundial de Rally
| N.º | Carrera                                  | Año  | Copiloto           | Automóvil                 |
| --- | ---------------------------------------- | ---- | ------------------ | ------------------------- |
| 1   | 44.º Rally de los 1000 Lagos             | 1994 | Seppo Harjanne     | Ford Escort RS Cosworth   |
| 2   | 45.º International Swedish Rally         | 1996 | Seppo Harjanne     | Mitsubishi Lancer Evo III |
| 3   | 44.º Safari Rally Kenya                  | 1996 | Seppo Harjanne     | Mitsubishi Lancer Evo III |
| 4   | 16.º Rally Argentina                     | 1996 | Seppo Harjanne     | Mitsubishi Lancer Evo III |
| 5   | 46.º Rally de los 1000 Lagos             | 1996 | Seppo Harjanne     | Mitsubishi Lancer Evo III |
| 6   | 9.º Rally Australia                      | 1996 | Seppo Harjanne     | Mitsubishi Lancer Evo III |
| 7   | 30.º Rallye de Portugal                  | 1997 | Seppo Harjanne     | Mitsubishi Lancer Evo IV  |
| 8   | 33.er Rallye España Cataluña-Costa Brava | 1997 | Seppo Harjanne     | Mitsubishi Lancer Evo IV  |
| 9   | 17.º Rally Argentina                     | 1997 | Seppo Harjanne     | Mitsubishi Lancer Evo IV  |
| 10  | 47.º Rally de Finlandia                  | 1997 | Risto Mannisenmäki | Mitsubishi Lancer Evo IV  |
| 11  | 47.º Rally de Suecia                     | 1998 | Risto Mannisenmäki | Mitsubishi Lancer Evo IV  |
| 12  | 18.º Rally de Argentina                  | 1998 | Risto Mannisenmäki | Mitsubishi Lancer Evo V   |
| 13  | 48.º Rally de Finlandia                  | 1998 | Risto Mannisenmäki | Mitsubishi Lancer Evo V   |
| 14  | 40.º Rally de San Remo                   | 1998 | Risto Mannisenmäki | Mitsubishi Lancer Evo V   |
| 15  | 11.º Rally Australia                     | 1998 | Risto Mannisenmäki | Mitsubishi Lancer Evo V   |
| 16  | 67.º Rallye de Montecarlo                | 1999 | Risto Mannisenmäki | Mitsubishi Lancer Evo VI  |
| 17  | 48.º International Swedish Rally         | 1999 | Risto Mannisenmäki | Mitsubishi Lancer Evo VI  |
| 18  | 29.º Rally de Nueva Zelanda              | 1999 | Risto Mannisenmäki | Mitsubishi Lancer Evo VI  |
| 19  | 41.er Rally de San Remo                  | 1999 | Risto Mannisenmäki | Mitsubishi Lancer Evo VI  |
| 20  | 68.º Rallye de Montecarlo                | 2000 | Risto Mannisenmäki | Mitsubishi Lancer Evo VI  |
| 21  | 69.º Rallye de Montecarlo                | 2001 | Risto Mannisenmäki | Mitsubishi Lancer Evo VI  |
| 22  | 35.º Rallye de Portugal                  | 2001 | Risto Mannisenmäki | Mitsubishi Lancer Evo VI  |
| 23  | 49th Safari Rally Kenya                  | 2001 | Risto Mannisenmäki | Mitsubishi Lancer Evo VI  |
| 24  | 70.º Rallye de Montecarlo                | 2002 | Kaj Lindström      | Subaru Impreza WRC        |

### Resultados completos en WRC
| Año         | Equipo                       | Automóvil                   | 1       | 2       | 3       | 4       | 5       | 6       | 7       | 8       | 9       | 10      | 11      | 12      | 13      | 14      | Posic. | Puntos |
| ----------- | ---------------------------- | --------------------------- | ------- | ------- | ------- | ------- | ------- | ------- | ------- | ------- | ------- | ------- | ------- | ------- | ------- | ------- | ------ | ------ |
| 1987        | Tommi Mäkinen                | Lancia Delta HF 4WD         | FIN Ret |         |         |         |         |         |         |         |         |         |         |         |         |         | -      | 0      |
| 1988        | Tommi Mäkkinen               | Lancia Delta HF 4WD         | FIN Ret |         |         |         |         |         |         |         |         |         |         |         |         |         | -      | 0      |
| 1988        | Mu-Uutiset 4 Rombi Corse     | Lancia Delta Integrale      |         | GBR Ret |         |         |         |         |         |         |         |         |         |         |         |         | -      | 0      |
| 1989        | Tommi Mäkkinen               | Lancia Delta Integrale      | SWE Ret | FIN Ret |         |         |         |         |         |         |         |         |         |         |         |         | -      | 0      |
| 1990        | Pro Sport Rally Team         | Mitsubishi Galant VR-4      | NZL 6   | FIN 11  | AUS 7   | ITA 13  | GBR Ret |         |         |         |         |         |         |         |         |         | 24º    | 10     |
| 1991        | Promoracing Finland          | Ford Sierra RS Cosworth 4x4 | SWE 13  |         |         |         |         |         |         |         |         |         |         |         |         |         | 31.º   | 8      |
| 1991        | Tommi Mäkinen                | Ford Sierra RS Cosworth 4x4 |         | POR Ret |         |         |         |         |         |         |         |         |         |         |         |         | 31.º   | 8      |
| 1991        | Promoracing Finland          | Mitsubishi Galant VR-4      |         |         | NZL Ret |         |         |         |         |         |         |         |         |         |         |         | 31.º   | 8      |
| 1991        | Mazda Rally Team Europe      | Mazda 323 GTX               |         |         |         | FIN 5   | GBR Ret |         |         |         |         |         |         |         |         |         | 31.º   | 8      |
| 1992        | Nissan Motorsports Europe    | Nissan Sunny GTI-R          | MON 9   | POR Ret | FIN Ret | GBR 8   |         |         |         |         |         |         |         |         |         |         | 40.º   | 5      |
| 1993        | Astra                        | Lancia Delta HF Integrale   | SWE 4   | GRE 6   | FIN 4   |         |         |         |         |         |         |         |         |         |         |         | 10.º   | 26     |
| 1994        | Nissan F2                    | Nissan Sunny GTI            | POR Ret |         |         | GBR 9   |         |         |         |         |         |         |         |         |         |         | 10.º   | 22     |
| 1994        | Ford Motor Co                | Ford Escort RS Cosworth     |         | FIN 1   |         |         |         |         |         |         |         |         |         |         |         |         | 10.º   | 22     |
| 1994        | Mitsubishi Ralliart          | Mitsubishi Lancer Evo II    |         |         | ITA Ret |         |         |         |         |         |         |         |         |         |         |         | 10.º   | 22     |
| 1995        | Mitsubishi Ralliart          | Mitsubishi Lancer Evo II    | MON 4   | SWE 2   |         |         |         |         |         |         |         |         |         |         |         |         | 5.º    | 38     |
| 1995        | Mitsubishi Ralliart          | Mitsubishi Lancer Evo III   |         |         | FRA 8   | NZL Ret | AUS 4   | ESP Ret | GBR Ret |         |         |         |         |         |         |         | 5.º    | 38     |
| 1996        | Mitsubishi Ralliart          | Mitsubishi Lancer Evo III   | SWE 1   | KEN 1   | IDN Ret | GRE 2   | ARG 1   | FIN 1   | AUS 1   | ITA Ret | ESP 5   |         |         |         |         |         | 1º     | 123    |
| 1997        | Mitsubishi Ralliart          | Mitsubishi Lancer Evo IV    | MON 3   | SWE 3   | KEN Ret | POR 1   | ESP 1   | FRA Ret | ARG 1   | GRE 3   | NZL Ret | FIN 1   | IDN Ret | ITA 3   | AUS 2   | GBR 6   | 1º     | 63     |
| 1998        | Mitsubishi Ralliart          | Mitsubishi Lancer Evo IV    | MON Ret | SWE 1   | KEN Ret | POR Ret |         |         |         |         |         |         |         |         |         |         | 1º     | 58     |
| 1998        | Mitsubishi Ralliart          | Mitsubishi Lancer Evo V     |         |         |         |         | ESP 3   | FRA Ret | ARG 1   | GRE Ret | NZL 3   | FIN 1   | ITA 1   | AUS 1   | GBR Ret |         | 1º     | 58     |
| 1999        | Marlboro Mitsubishi Ralliart | Mitsubishi Lancer Evo VI    | MON 1   | SWE 1   | KEN DSQ | POR 5   | ESP 3   | FRA 6   | ARG 4   | GRE 3   | NZL 1   | FIN Ret | CHN Ret | ITA 1   | AUS 3   | GBR Ret | 1º     | 62     |
| 2000        | Marlboro Mitsubishi Ralliart | Mitsubishi Lancer Evo VI    | MON 1   | SWE 2   | KEN Ret | POR Ret | ESP 4   | ARG 3   | GRE Ret | NZL Ret | FIN 4   | CYP 5   | FRA Ret | ITA 3   | AUS DSQ | GBR 3   | 5.º    | 36     |
| 2001        | Marlboro Mitsubishi Ralliart | Mitsubishi Lancer Evo 6.5   | MON 1   | SWE Ret | POR 1   | ESP 3   | ARG 4   | CYP Ret | GRE 4   | KEN 1   | FIN Ret | NZL 8   |         |         |         |         | 3º     | 41     |
| 2001        | Marlboro Mitsubishi Ralliart | Mitsubishi Lancer WRC       |         |         |         |         |         |         |         |         |         |         | ITA Ret | FRA Ret | AUS 6   | GBR Ret | 3º     | 41     |
| 2002        | 555 Subaru World Rally Team  | Subaru Impreza WRC2001      | MON 1   | SWE Ret |         |         |         |         |         |         |         |         |         |         |         |         | 8.º    | 22     |
| 2002        | 555 Subaru World Rally Team  | Subaru Impreza WRC2002      |         |         | FRA Ret | ESP Ret | CYP 3   | ARG Ret | GRE Ret | KEN Ret | FIN 6   | GER 7   | ITA Ret | NZL 3   | AUS DSQ | GBR 4   | 8.º    | 22     |
| 2003        | 555 Subaru World Rally Team  | Subaru Impreza WRC2003      | MON Ret | SWE 2   | TUR 8   | NZL 7   | ARG Ret | GRE 5   | CYP Ret | GER Ret | FIN 6   | AUS 6   | ITA 10  | FRA 7   | ESP 8   | GBR 3   | 8.º    | 30     |
| Referencias |                              |                             |         |         |         |         |         |         |         |         |         |         |         |         |         |         |        |        |

| Predecesor: Colin McRae | Campeón Mundial de Rally 1996-1999 | Sucesor: Marcus Grönholm |